# Multitasking

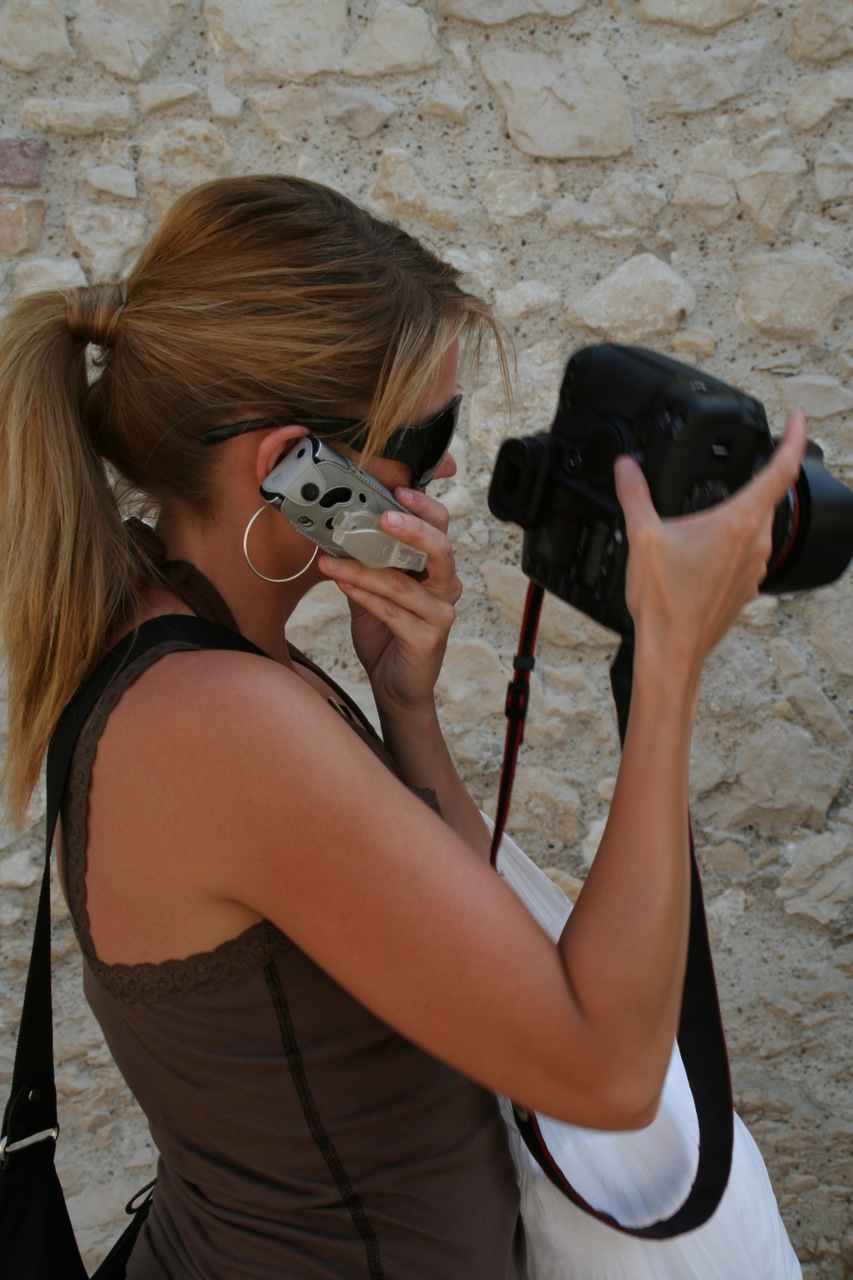
Multitasking

Multitasking est un terme anglophone qui prend sa source dans l’ingénierie informatique, désignant un type de système d’exploitation dit multitâche, capable de traiter en même temps plusieurs programmes informatiques. Il a ensuite été décliné pour s’appliquer à l’humain, désignant désormais le fait de pratiquer plusieurs activités en même temps et plus précisément d’utiliser plusieurs moyens de communication de manière simultanée.
Mutation anthropologique induite par la révolution numérique, le multitasking est un phénomène de société récent qui tend à se banaliser grâce au développement des outils de communication toujours plus nombreux, plus performants et de plus en plus interconnectés. Dans le monde du travail, il a d'abord été associé à la recherche d'une augmentation de la productivité. Aujourd'hui, le multitasking est pratiqué pour différentes raisons : il peut relever d'une nécessité d'ordre professionnel, mais aussi du loisir. Ainsi, il touche des catégories de personnes très diverses.
Cette tendance a suscité beaucoup de commentaires, provoquant des avis très partagés. De nombreuses questions restent en effet en suspens quant à ses conséquences à court et à long terme, tant sur le plan physique que psychologique.
Ce phénomène témoigne d'une réalité probante qui pose la question de l'omniprésence de la technologie dans notre quotidien. Pourtant certains spécialistes s'attachent à démontrer qu'il est techniquement impossible d'être concentré sur plusieurs activités en même temps, alors que d'autres soutiennent que le multitasking n'est que l'évolution de notre héritage biologique.
En définition, le terme multitasking est un terme complexe, car il concerne des domaines où la connaissance humaine a des limites, à savoir les sciences cognitives, la psychologie, ou encore la médecine.

## Définition

### Étymologie
Il est composé du mot  multi du latin multus qui signifie nombreux, divers, du mot task qui signifie tâche en anglais et du gérondif ing qui signifie qu'il s'agit d'une action.

### Une aptitude anthropologique
Les origines du multitasking sont discutées. Le mot « multitâche » aurait été utilisé pour la première fois dans les sections « compétences » des curriculum vitæ des employés de bureau, afin de se définir eux-mêmes comme plus performants.
Le terme apparaît avec le développement des technologies de l'information et de la communication, plus communément appelées TIC, et de l’évolution de notre mode de vie qui tend à développer ses capacités de concentration, comme l’affirme Serge Tisseron, psychanalyste français. Il explique que nous ne faisons plus seulement deux choses à la fois, mais trois à quatre « tâches » et que les TIC ont simplement permis d’accroître ce phénomène, en séduisant notre cerveau par leur originalité.
Cependant les recherches menées par Monica Smith, anthropologue et professeur à l’UCLA (University of California, Los Angeles), indiquent que le multitasking ne date pas d’hier. Dans son ouvrage A Prehistory of Ordinary People, elle soutient que le multitasking était déjà pratiqué par nos ancêtres. Elle avance même qu’il serait le propre de l’homme[précision nécessaire]. Son analyse révèle également que le développement des civilisations et les innovations techniques n’ont fait qu’ajouter des degrés de complexité à l’interaction sociale.
D’après William James, l’homme est naturellement enclin à rechercher la nouveauté, il éprouve le besoin perpétuel de s'intéresser à ce qui est nouveau, inattendu, surprenant et spontané. Le cerveau humain n’arrive pas à se concentrer longtemps sur une seule chose, car il a faim de variété, d’aventure et d’inconnu.

### Le rôle de la technologie
Pour Alexandre Lacroix, rédacteur en chef de Philosophie Magazine, la mise à disposition d’outils de communication toujours plus performants est une des causes du développement du multitasking. Il affirme que l'expansion du multitasking se justifie moins par un hédonisme croissant que par l'action des nouveaux médias qui, utilisés en parallèle, nous donnent l’impression de pouvoir faire plus de choses en moins de temps.
Une autre cause du multitasking est la recherche perpétuelle de nouveauté. Le psychologue et penseur américain Burrhus F. Skinner explique que notre cerveau est enclin à chercher ce qu’il nomme des « récompenses » tel qu’un e-mail ou un tweet, et qu’Internet est le lieu idéal pour les obtenir quotidiennement.

### Formes
David Meyer, directeur du Laboratoire Cerveau Cognition et Action à l’université du Michigan met en évidence que les tâches qui font l’objet du multitasking sont le plus souvent ce qu’il appelle des "micro-tâches"  car elles ne requièrent que peu de concentration. D’autres recherches montrent qu’il y a corrélation entre performance et stimulation. Une dose mesurée de chaque tâche nous rendrait plus productif, tandis qu’une trop forte proportion serait stressante et entrainerait une chute de l’attention, car le cerveau nécessite un temps de récupération afin de consolider pensées et souvenirs. Selon lui, le multitasking n’est possible qu’avec des tâches qui ne se concurrencent pas. Il distingue trois types de tâches : visuelles, manuelles et verbales. Le cerveau traite les types d’information par des modes différents selon les capacités qu’il mobilise (canal de la langue, visuel, auditif) chacun des processus ne pouvant traiter qu’un flux d’information à la fois. Si le canal est surchargé le cerveau devient inefficace et sujet à l’erreur. C’est pour cela que téléphoner au volant peut entraîner des perturbations de perception. Les interruptions et les distractions liées au multitasking ralentissent nos actions et vont de surcroit augmenter le taux d’erreur : pour David Meyer, la distraction est une épidémie cognitive, qu’il compare aux effets invisibles mais bien réels de la cigarette sur nos poumons.

### Personnes concernées
Serge Tisseron indique que ce phénomène s’observe principalement chez les jeunes : les 15-25 ans sont selon lui plus enclins à utiliser les TIC , qu’il décrit comme facteur principal du multitasking. Il justifie l’utilisation simultanée de plusieurs TIC par la multiplicité d’expériences qu’ils proposent, ainsi les jeunes peuvent satisfaire leur soif de découverte.
Par ailleurs, une étude récente menée par Deloitte dans six pays (Brésil, États-Unis, Canada, France, Allemagne, Japon) indique que chez les femmes l’usage de TIC serait plus important que chez les hommes. Selon cette étude, elles sont entre 58 % en Allemagne et 78 % aux États-Unis à multiplier les activités médias simultanées, bien plus que les hommes, notamment en France (62 % contre 46 %).
Les archives de presse russes, européennes, latino-américaines et américaines ont publié en 2006 un article du Temps qui traite de la consommation croissante de médias par les adolescents de manière simultanée, stimulés par l’attrait des nouvelles technologies. L’auteur de l’article, Pierre Chambonnet, oriente la réflexion sur cette inégalité observée entre les hommes et les femmes vers les travaux d’Helen Fisher. L’anthropologue américaine observe en effet que le mode de réflexion diffère selon le sexe. 

## Enjeux

### Traitement de l'information
Didier Pleux, psychologue clinicien et directeur de l’institut RET, s’attache à définir l’impact du multitasking sur la concentration. Pour lui le multitasking est synonyme d’absence de concentration car les nouvelles technologies créent une hyperstimulation des sujets, qui répondent à tous ces stimuli au lieu de se concentrer sur la tâche prioritaire. Il ajoute que la phase clé d’entrée des informations qui correspond au terme “input” dans le langage des sciences cognitives, et qui est indispensable à tout processus de décision, est rendue impossible par le multitasking. Cette phase est la plus importante du traitement de l’information. La majorité des multitaskers s’empressent de formuler un jugement immédiat, ce qui se traduit souvent par des réponses hors contexte, des contresens ou encore des informations non prises en compte.
Cette opinion vient souligner la théorie selon laquelle les données accumulées lors du multitasking ne peuvent être assimilées durablement. En témoigne le phénomène de surcharge informationnelle, autrement appelée « infobésité » ou en anglais : information overload. Selon lequel la surcharge de la mémoire aurait un impact plus ou moins direct sur notre créativité et notre efficacité à traiter des informations.
Un journaliste du New York Magazine, Sam Anderson cherche à déterminer les éventuels avantages de la surstimulation.
Selon lui, la distraction est l’essence de l’attention. Il observe que le lien entre les deux est paradoxal puisque l’attention a besoin de distraction pour se construire, et ajoute que nous évoluons vers un « nouveau nomadisme techno-cognitif. »

### Impact sur la concentration
David Allen, auteur américain explique dans son livre Getting Things Done que nous sommes plus efficaces en nous concentrant sur une seule activité à la fois. Il suggère que cela nous rend plus productifs, mais également plus détendus ce qui engendre un cercle vertueux. Il emploie le terme de boucles ouvertes « Open loop ». Une boucle ouverte est une idée ou une chose que nous devons faire et qui occupe nos pensées. Ces boucles consomment notre énergie et notre attention. Pour réussir à concentrer toute notre énergie sur une action à la fois sans être perturbés par d’autres activités, il faudrait noter toutes les tâches qui nous préoccupent, pour qu’elles soient par la suite toutes menées à bien. Nous pourrions donc accéder à un état d’esprit qui permet de travailler à notre potentiel maximum. L'auteur fait référence à un principe important en utilisant l'expression « mind like water » qui serait issue du karaté. Il s'agit d'une métaphore utilisée pour expliquer l'impact de la surcharge de tâches sur notre esprit ; quand on lance un caillou dans l’eau, l’eau réagit proportionnellement à la taille du caillou et à la force avec laquelle il a été lancé. Lorsqu’un nouveau projet vient s’ajouter à notre immense listes de choses à faire et de projets en cours, on a tendance à sur-réagir, ce qui cause énervement et stress, ou à sous-estimer le temps et les efforts nécessaires.
En ce qui concerne l’apprentissage, Claudia Koonz professeur à l'université Duke, déclare que les étudiants sont moins tolérants face à la complexité. Selon elle, ce phénomène est directement lié au multitasking, car pour compenser une masse trop importante d’information, leur mode de réflexion se simplifie pour aller à l’essentiel.
Moins de 3 % de la population pourraient faire plusieurs choses en même temps sans subir une baisse de concentration, tandis qu'environ 97 % de la population seraient moins vigilants et perdraient de l’efficacité. Ces pourcentages sont issus d’un rapport d’étude menée par l’université de l’Utah, dont les professeurs en sciences cognitives David L. Strayer et Jason M.Watson et plusieurs de leurs collaborateurs. L’étude enregistre les données scientifiques d’un test réalisé sur de nombreux participants, amenés à conduire en entretenant une conversation téléphonique nécessitant une concentration importante.

#### Conséquences physiques
Howard Rheingold enseignant et écrivain américain, affirme que le multitasking crée un stress important , en particulier chez les personnes qui sont amenées à le pratiquer sur leur lieu de travail. L’attention étant démesurément sollicitée, ceci crée une anxiété croissante qui, à long terme peut provoquer des modifications cérébrales.
Les recherches du psychologue américain Russell Poldrack indiquent qu'au moment de leur stockage, les informations supposées atteindre l’hippocampe rejoignent une zone du cerveau inappropriée, appelée le striatum. Cela indique que le système nerveux fonctionne différemment pendant le multitasking, ainsi les informations recueillies sont plus difficilement exploitables car elles nécessitent un travail plus important de remémorisation. Ce phénomène peut engendrer un désordre psychique, des difficultés d’intégration ou encore une forme d’autisme chez les enfants adeptes du multitasking.
D'autre part une étude américaine parue dans le Journal of Experimental Psychology, montre que cela prend plus de temps de réaliser des calculs compliqués quand ils sont interrompus par d'autres tâches, une perte de 40 % du temps a été observée. L'étude a également démontré que le multitasking a des aspects négatifs sur la santé puisqu'il favorise la libération d'hormones de stress et d'adrénaline.
Enfin Glenn Wilson, psychiatre à l'université de Londres a déclaré que l'infomania, c'est-à-dire un usage excessif de technologie pourrait affecter la santé mentale des multitaskers. L'institut de psychiatrie de Londres a observé une perte de 10 points de quotient intellectuel sur les personnes en sujettes à être en permanence perturbées par des appels téléphoniques ou encore des emails. Ces mêmes personnes subiraient également les mêmes symptômes que les personnes souffrant de troubles du sommeil.

### Facteur d'évolution
Les avis sont partagés quant aux effets négatifs du multitasking. Plusieurs théories scientifiques démontrent qu'il est un des aspects de notre évolution et permet de nous adapter au monde qui nous entoure. Des chercheurs américains maintiennent que naviguer sur Internet permet de favoriser l’activité cérébrale, notamment en stimulant le cortex préfrontal dorsolatéral, siège de l’attention sélective et de l’analyse intentionnelle.
En effet une étude clinique menée sur des seniors et publiée par l’American Journal of Geriatric Psychiatry, démontre que l’utilisation d’internet est un bon moyen d’aider notre cerveau à se reconfigurer en permanence.
Maryse Lassonde, professeur de neuropsychologie à l'Université de Montréal explique que des études en psychologie cognitive révèlent que le fait d’accomplir plusieurs choses en même temps est contre-productif, surtout si l’on passe d'une tâche en cours à une nouvelle tâche. Selon elle, l’attention est une compétence qui doit être apprise, pratiquée et mise en forme, elle doit évoluer si l’on évolue.
Howard Rheingold, précise que l’extension technologique de notre esprit et de notre cerveau par les puces électroniques et le net a apporté une réelle puissance à des milliards de personnes, mais même dans les premières années de cette connexion permanente, cette puissance peut induire en erreur, fasciner et détourner ceux qui n’ont pas appris et à qui l’on n’a jamais enseigné à la maîtriser car ces outils doivent être mentalement contrôlés.

### Un mythe
Le multitasking fait l’objet d’un débat très controversé, Winifred Gallagher affirme qu’il s’agit d’un mythe et qu’il nous est impossible de faire deux choses à la fois. Pour appuyer sa théorie, elle explique que pour faire preuve d’attention, il est nécessaire de choisir entre une tâche ou une autre. L'auteure américaine fait référence à un test réalisé à l’Université du Michigan, lors duquel un scanner IRM a été effectué ; le sujet devait traiter une tâche banale comprenant une association de chiffres rouges et verts qui requéraient deux types d’analyses différents. Les scanners IRM, qui mesuraient l’activité du cerveau, ont révélé que le cerveau faisait une pause au moment de passer d’une tâche à l’autre. Ce qui a amené les scientifiques à conclure que le multitasking consiste seulement à alterner rapidement plusieurs tâches.
Penser que nous sommes plus efficaces en faisant plusieurs choses à la fois est une erreur. Les scientifiques le confirment : selon Earl Miller, neurologue au Massachusetts Institute of Technology, notre cerveau ne sait faire qu'une seule chose à la fois.
Ces tests révèlent que lorsque nous sommes face à une multitude de stimulants, seulement un ou deux retiennent notre attention. De plus lorsque nous essayons de nous concentrer sur deux choses au même moment, le cerveau se trouve surchargé.

## Citations
Publius Syrus a dit : « Qui fait, en se hâtant, deux choses à la fois ne fait bien ni l‘une ni l’autre. »
Vers 1740, Lord Chesterfield offrait dans une lettre ce conseil à son fils : « Il y a assez de temps pour tout faire au cours d'une journée, si tu ne fais qu'une chose à la fois, mais il n'y a pas assez de temps dans une année entière pour tout faire si tu fais deux choses en même temps. »